# Clitoria hanceana
Clitoria hanceana är en ärtväxtart som beskrevs av William Botting Hemsley. Clitoria hanceana ingår i släktet Clitoria, och familjen ärtväxter.

## Underarter
Arten delas in i följande underarter:
- C. h. hanceana
- C. h. latifolia
- C. h. laureola
- C. h. petiolata
- C. h. thailandica